# Wapen van Gaastmeer

Wapen van Gaastmeer

Het wapen van Gaastmeer is het dorpswapen van het Nederlandse dorp Gaastmeer, in de Friese gemeente Súdwest-Fryslân. Het wapen werd in 1991 geregistreerd.

## Beschrijving
De blazoenering van het wapen luidt als volgt:
In sinopel een gouden paling, geplaatst in S-vorm, met de staart naar boven en naar rechts onder hem doorgaande, en een vrijkwartier van azuur, beladen met een lelie van goud.
De heraldische kleuren zijn: sinopel (groen), goud (goud) en azuur (blauw).

## Symboliek
- Paling: verwijst naar de visvangst. De gouden kleur duidt op de opbrengsten van de visserij.[3]
- Fleur de lis: ontleend aan het wapen van Wymbritseradeel, de gemeente waar het dorp eertijds tot behoorde..[3]
- Groen veld: verwijzing het grasland rond dorp. De kleur is gekozen ter onderscheid van het blauwe wapen van Heeg.[3]

Het wapen van Wymbritseradeel.

## Zie ook

Vlag van Gaastmeer